# Ростовский, Андрей Дмитриевич
Князь Андрей Дмитриевич Ростовский (ум. 1550—1551) — воевода, наместник и боярин на службе у Московских князей Василия III и Ивана Грозного.
Рюрикович в XX колене, потомок Ростовских князей, суверенных прав уже не имел, его дед Владимир Андреевич продал свою долю в Ростовском княжестве Ивану III. Его отец Дмитрий Владимирович, дядя Александр Владимирович и брат Пётр Бессчастный также находились на службе у московских князей.

## Биография

### Служба Василию III
В 1512 году первый воевода войск правой руки в походе на Литву. В 1514 году первый воевода Большого полка. В 1515 году вместе со своим дядей, Александром Владимировичем, был одним из воевод большого полка в Великих Луках, откуда, ходил первым воеводой данного полка в поход на Полоцк. В 1519 году третий воевода в Стародубе, послан в северскую землю к стародубскому князю Василию Ивановичу Шемячичу, формально для помощи и поддержки, но по существу для присмотра за удельным князем. В 1528 году выступил поручителем за князей Ивана Шуйского-Плетня и Андрея Шуйского-Честокола. В 1529 году был вторым воеводой в Вязьме. В 1531 году первый воевода, а в 1532 году воевода и наместник Василия III в Рязани.

### Служба Ивану Грозному
В 1534 году был первым воеводой в Великих Луках «за городом». В июне 1535 года участвовал в походе на Литву в качестве первого воеводы полка правой руки, где предместья Мстиславля выжег, многие места разорил нанеся большие разорения и возвратился в Москву с большим пленом. В 1535 году пожалован в бояре, правительницей Еленой Васильевной Глинской. В июле 1536 года был воеводой в Калуге. В июне 1542 года упоминается, как второй воевода большого полка в Коломне. В этом же году по третьему наряду первый воевода Большого полка во Владимире. В декабре 1543 года первый воевода Большого полка в Коломне. В марте 1544 года первый воевода шестого Передового полка в Казанском походе. В 1546 году первый воевода Большого полка в Коломне.
В июле 1547 года служит первым воеводой во Владимире. В январе 1548 года направлен с большим полком в Коломну для защиты от ожидаемого нападения крымских татар. В 1550 году во время государева Казанского похода оставлен первым в Москве для её охранения, в сентябре присутствовал на свадьбе Владимира Андреевича Старицкого с Евдокией Нагой, зван от Государя на место этого князя и потом сидел в кривом государевом столе.
В 1550 году постригся в монахи у «Бориса и Глеба на устье» и вскоре умер. По родословной росписи показан бездетным.